# Guilers
Guilers [gilɛʁ]  est une commune du département du Finistère, dans la région Bretagne, en France. Ses habitants sont appelés les Guilériens et les Guilériennes.
Commune de la couronne brestoise, Guilers est membre de Brest Métropole. Guilers est reconnue pour son dynamisme associatif. Ainsi, la commune s'est dotée en 2002 d'un centre socio-culturel, « l'espace Jean Mobian » ou « l'Agora » jusqu'en 2022, offrant ainsi des locaux adaptés aux activités de ses associations. De plus, l'école de musique de Guilers fête ses dix ans en 2006. Enfin, la commune accueille depuis 2001 le festival Astropolis sur le site du manoir de Keroual, situé dans le bois de Keroual.

## Géographie

### Communes limitrophes
|             | Milizac-Guipronvel |        |
| Saint-Renan | Guilers            | Bohars |
| Plouzané    |                    | Brest  |

### La "Petite Russie"
La région des sources actuelles de l'Aber Ildut, aux confins des communes de Plouzané, Guilers et Brest, est surnommée "Petite Russie" en raison de sa platitude, de ses marécages et de ses brouillards fréquents. La  carrière de Bodonou, vaste de 140 hectares, exploite les sables et graviers pliocènes, avec une obligation de restauration en zone naturelle au fur et à mesure de l'exploitation.

### Hydrographie
Pour un article plus général, voir Réseau hydrographique du Finistère.
La commune est située dans le bassin Loire-Bretagne. Elle est drainée par l'aber Ildut, la Penfeld et divers autres petits cours d'eau,.
L'Aber-Ildut, d'une longueur de 24 km, prend sa source dans la commune de Plouzané et se jette  dans la mer d'Iroise en limite de Plouarzel et de Lanildut, après avoir traversé six communes. 
La Penfeld, d'une longueur de 16 km, prend sa source dans la commune de Gouesnou et se jette  dans la rade de Brest à Brest, après avoir traversé quatre communes. 

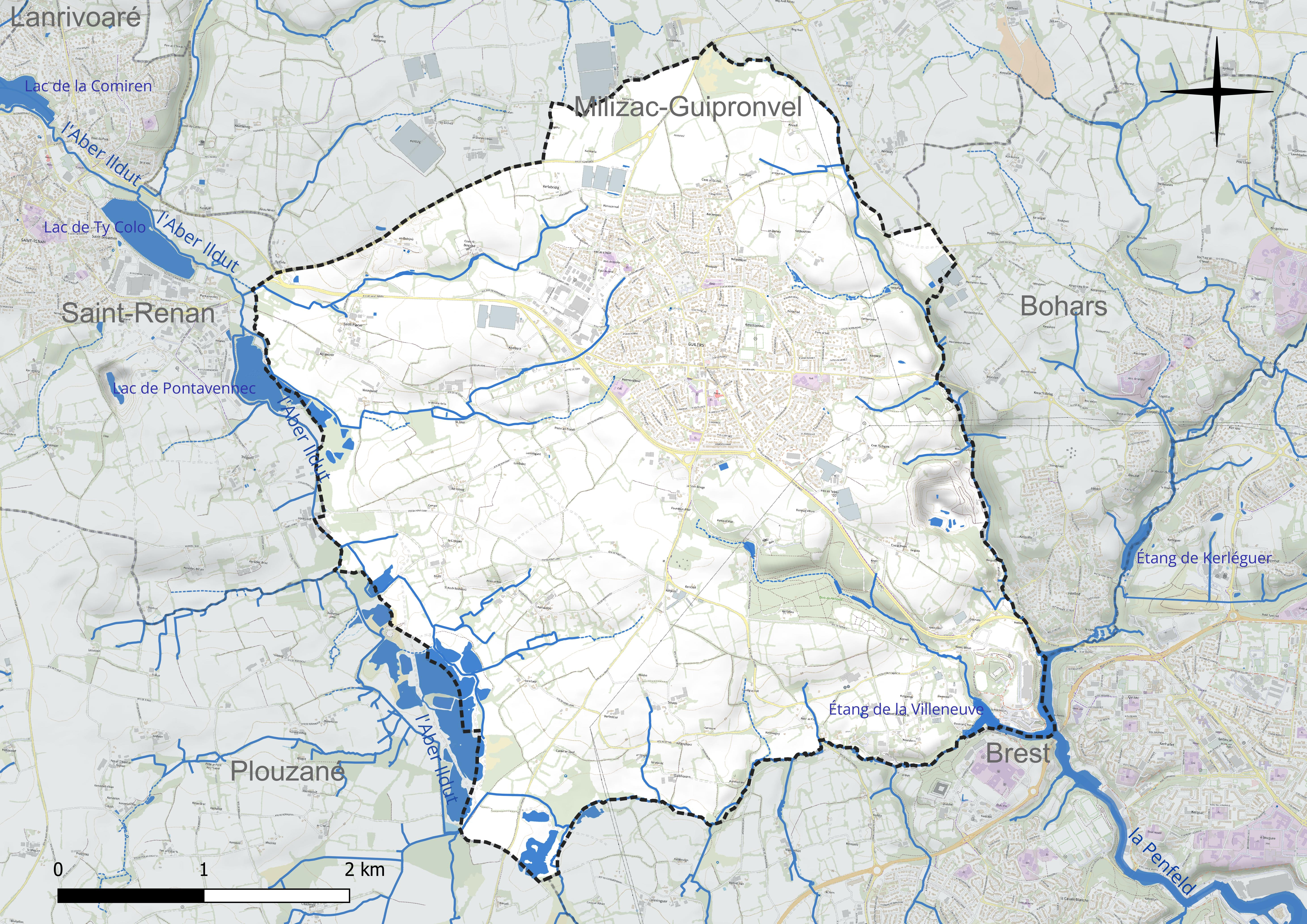
Réseau hydrographique de Guilers.

Deux plans d'eau complètent le réseau hydrographique : le lac de Pontavennec, d'une superficie totale de 12,8 ha (2,4 ha sur la commune) et l'étang de la Villeneuve (2,3 ha),.

### Climat
Pour des articles plus généraux, voir Climat de la Bretagne et Climat du Finistère.
En 2010, le climat de la commune est de type climat océanique franc, selon une étude du CNRS s'appuyant sur une série de données couvrant la période 1971-2000. En 2020, Météo-France publie une typologie des climats de la France métropolitaine dans laquelle la commune est exposée à un climat océanique et est dans la région climatique  Finistère nord, caractérisée par une pluviométrie élevée, des températures douces en hiver (6 °C), fraîches en été et des vents forts. Parallèlement l'observatoire de l'environnement en Bretagne publie en 2020 un zonage climatique de la région Bretagne, s'appuyant sur des données de Météo-France de 2009. La commune est, selon ce zonage, dans la zone « Monts d'Arrée », avec des hivers froids, peu de chaleurs et de fortes pluies.  
Pour la période 1971-2000, la température annuelle moyenne est de 11,5 °C, avec  une amplitude thermique annuelle de 10,1 °C. Le cumul annuel moyen de précipitations est de 1 080 mm, avec 17,1 jours de précipitations en janvier et 8,6 jours en juillet. Pour la période 1991-2020, la température moyenne annuelle observée sur la station météorologique la plus proche, située sur la commune de Guipavas à 12 km à vol d'oiseau, est de 11,7 °C et le cumul annuel moyen de précipitations est de 1 229,8 mm,. Pour l'avenir, les paramètres climatiques de la commune estimés pour 2050 selon différents scénarios d'émission de gaz à effet de serre sont consultables sur un site dédié publié par Météo-France en novembre 2022.

## Urbanisme

### Typologie
Au 1er janvier 2024, Guilers est catégorisée ceinture urbaine, selon la nouvelle grille communale de densité à 7 niveaux définie par l'Insee en 2022.
Elle appartient à l'unité urbaine de Guilers, une unité urbaine monocommunale constituant une ville isolée,. Par ailleurs la commune fait partie de l'aire d'attraction de Brest, dont elle est une commune de la couronne,. Cette aire, qui regroupe 68 communes, est catégorisée dans les aires de 200 000 à moins de 700 000 habitants,.

### Occupation des sols
L'occupation des sols de la commune, telle qu'elle ressort de la base de données européenne d'occupation biophysique des sols Corine Land Cover (CLC), est marquée par l'importance des territoires agricoles (69,4 % en 2018), en diminution par rapport à 1990 (76,6 %). La répartition détaillée en 2018 est la suivante : 
zones agricoles hétérogènes (42 %), terres arables (24,3 %), zones urbanisées (16,3 %), forêts (3,9 %), mines, décharges et chantiers (3,4 %), prairies (3,2 %), zones industrielles ou commerciales et réseaux de communication (2,9 %), espaces verts artificialisés, non agricoles (2,7 %), eaux continentales (1,5 %). L'évolution de l'occupation des sols de la commune et de ses infrastructures peut être observée sur les différentes représentations cartographiques du territoire : la carte de Cassini (XVIIIe siècle), la carte d'état-major (1820-1866) et les cartes ou photos aériennes de l'IGN pour la période actuelle (1950 à aujourd'hui).

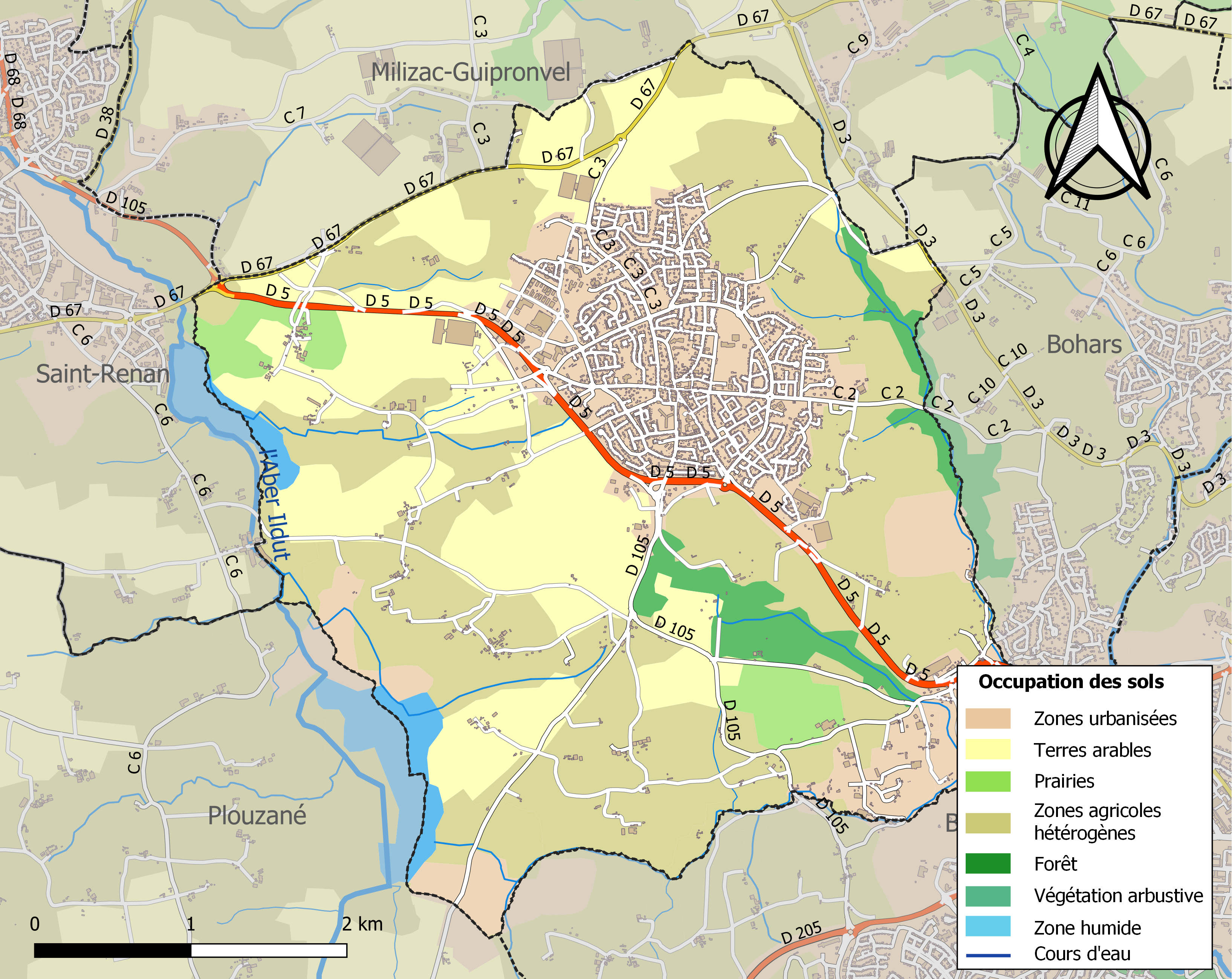
Carte des infrastructures et de l'occupation des sols de la commune en 2018 (CLC).

## Toponymie
Attesté sous la forme Guicler et Guider en 1350.
Le nom breton de la commune est Gwiler-Leon.
Ce toponyme, à l'instar de Guilliers et Guiler-sur-Goyen, dérive du latin villare désignant des domaines ruraux gallo-romains de grande taille. Il a été adopté par l'ancien breton sous la forme Uuiler, avant d'évoluer vers Gwiler en breton moderne, francisé en Guilers. Le -s final de la forme française n'est pas étymologique et n'est apparu qu'au XIXe siècle. Concernant le breton, Leon fait référence au Pays de Léon et permet de distinguer la localité de ses deux homonymes précédemment cités (respectivement Gwiler-Porc'hoed et Gwiler-Kerne) ; dans le langage courant le village s'appelle simplement Gwiler.

## Histoire

### Temps modernes
Au XVIe siècle, Guilers faisait partie de la sénéchaussée de Brest et Saint-Renan.
Louise de Keroual (1649-1734), fille d'Hervé de Penancoët, seigneur de Keroual, fut la maîtresse du roi d'Angleterre Charles II et duchesse de Portsmouth. Sa sœur, Henriette Mauricette (1655-1728), fut comtesse de Pembroke et, en secondes noces, marquise de Tual. En 1680 la seigneurie de Keroual appartient à Guillaume de Penancoët, qui possédait aussi Menovalet, le Stiffel et Kerovalze. 
En 1759, une ordonnance de Louis XV ordonne à la paroisse de Guillier [Guilers] et Bohars de fournir 22 hommes et de payer 144 livres tournois pour « la dépense annuelle de la garde-côte de Bretagne ».
Jean-Baptiste Ogée décrit ainsi Guilers en 1778 :

« Guillœr ; à 11 lieues et demie au sud-ouest de Saint-Pol-de-Léon, son évêché ; à 47 lieues de Rennes et à 1 lieue et demie de Brest, sa subdélégation et son ressort Cette paroisse, dont la cure est présentée par l'évêque, relève du Roi et compte 1 000 communiants, y compris ceux de Bohars, sa trève. Il s'y exerce trois basses-justices. Ce territoire, plein de vallons et de montagnes [sic] est fertile en froment et autres grains. Il est assez bien cultivé, et les landes y sont rares. On y cueille beaucoup de lin et de cidre. Les maisons nobles sont Traomeur et Ker-ouale. »

### LeXIXesiècle
A. Marteville et P. Varin, continuateurs d'Ogée, décrivent ainsi Guilers en 1843 :

« Guiler (sous l'invocation de saint Valentin) : commune formée de l'ancienne paroisse de ce nom, moins sa trève Bohars, devenue commune ; aujourd'hui succursale. (...) Principaux villages : Coat-ty-Bescont, Keraudren, Kernoalet, Kerfily, Kervarziau, Styvel, Kérédern, Penfeld. Objets remarquables : forges de la Villeneuve, manoirs de Kermérien, de Kéroual, fort Penfield, chapelle Saint-Fiacre. Superficie totale 1 898 hectares, dont (...) terres labourables 1 210 ha, prés et pâturages 170 ha, bois 54 ha, canaux, étangs et marais 4 ha, landes et incultes 339 ha (...). Moulins 13 (Gouez, Tridour, Kerboronnès, de la Tour, de Penantraon). Le bourg de Guiler est situé au centre de la commune, et au point le plus élevé entre Brest et Saint-Renan. Il y a deux pardons à l'église paroissiale, l'un le 14 février, l'autre le 15 août : ce dernier est le plus fréquenté. L'agriculture est florissante dans cette commune v on y fait, entre autres, beaucoup de pommes de terre, qui sont exportées à Brest. Le bois, et surtout le bois de chêne, est rare ; l'orme est beaucoup plus répandu. La population de Guiler est en grande partie composée d'ouvriers qui travaillent à l'arsenal de Brest. Beaucoup de femmes exercent l'état de blanchisseuses, et leur industrie  est alimentée par le voisinage de la même ville. On exporte quelques tourbes au voisinage des marais de Baudonnou. La route départementale n°10 du Finistère, dite de Brest à Saint-Renan, traverse cette commune du sud-ouest au nord-est. Géologie et minéralogie : constitution granitique ; gneiss au sud du bourg. Il y a quelques argiles} propres à la fabrication de la poterie ; eaux minérales ferrugineuses  près de Keroualle. Il n'y a à parler français que ceux qui fréquentnt les marchés de Brest. »

En 1892 Jean-Marie Trébaol rencontre sur le bateau transatlantique qui l'emmène aux États-Unis Jeanne de Kersauson qui émigre avec sa mère, 3 sœurs et un frère ; il l'épouse et devient professeur de français, s'installant à Hollywood, et le couple a 15 enfants. Après la mort de Jean-marie, Jeanne et ses enfants font de la figuration dans des films de cinéma ; la famille Trébaol détient, selon le Guinness Book, le record mondial de membres (treize !) d'une même famille dans un même film. Certains, notamment Édouard et Jean-Marie (junior) firent une assez belle carrière.

### LeXXesiècle

#### LaBelle Époque
Le recteur de Guilers refusait l'absolution aux parents qui mettaient leurs enfants à l'école publique.
Le 22 novembre 1906, « des commissaires de police et des agents du fisc ont procédé ce matin aux inventaires [des biens d'église] dans les communes de Guilers, Milizac et Bohars. (...) Dans les trois communes les portes |de l'église] ont été enfoncées ».
De 1969 à 1972, le poète et chanteur Robert Joubin tint une auberge-cabaret, Ar Stivel, au vieux manoir, jadis relais de poste sur le chemin des diligences Recouvrance-St Renan.

## Politique et administration

### Tendances politiques et résultats
Le conseil municipal de Guilers est composé de 29 membres. À la suite des élections municipales de 2014, 24 de ses membres sont issus de la liste de droite « Continuons Guilers Autrement » conduite par Pierre Ogor (maire sortant), et 5 membres de la liste d'union de la gauche « Guilers avenir » conduite par Pascale Mahé (au moment de l'élection, vice-présidente du conseil général du Finistère). 

### Liste des maires
| Période                                  | Période                   | Identité                                                  | Étiquette   | Qualité |
| ---------------------------------------- | ------------------------- | --------------------------------------------------------- | ----------- | --- |
| 1874                                     | 20 février 1886 {décès}   | Nicolas Hippolyte de Kersauzon de Pennendreff (1837-1886) |             | |
| av. 1929 ?                               | ?                         | M. Laudren                                                |             | |
| 1931 ?                                   | 1941                      | Goulven Kervennic                                         | PDP         | Cultivateur |
| 1942                                     | mars 1971                 | Charles Le Hir (1909-1978)                                | MRP         | |
| mars 1971                                | juin 1995                 | Louis Ballard (1925-2002)                                 | DVD         | Conseiller municipal (1966 → 1971) Vice-président de la CUB (1974 → 1995)                                                      |
| juin 1995                                | avril 2006                | Jean Mobian (1937-2021)                                   | PS          | Électronicien à l'Arsenal de Brest Conseiller général de Brest-Cavale-Blanche (1998 → 2004) Conseiller municipal (1983 → 1995) |
| avril 2006                               | mars 2008                 | Michel Billet (1952- )                                    | PS          | Ingénieur Thales Député suppléant de Patricia Adam (2007 → 2012)                                                               |
| mars 2008                                | En cours (au 23 mai 2020) | Pierre Ogor (1962- ) Réélu pour le mandat 2020-2026       | SE puis DVD | Artisan Conseiller départemental de Brest-4 (2015 → )                                                                          |
| Les données manquantes sont à compléter. |                           |                                                           |             | |

## Population et société

### Démographie

#### Évolution démographique
L'évolution du nombre d'habitants est connue à travers les recensements de la population effectués dans la commune depuis 1793. Pour les communes de moins de 10 000 habitants, une enquête de recensement portant sur toute la population est réalisée tous les cinq ans, les populations de référence des années intermédiaires étant quant à elles estimées par interpolation ou extrapolation. Pour la commune, le premier recensement exhaustif entrant dans le cadre du nouveau dispositif a été réalisé en 2006.
En 2022, la commune comptait 8 221 habitants, en évolution de +2,63 % par rapport à 2016 (Finistère : +2,16 %, France hors Mayotte : +2,11 %). Le maximum de la population a été atteint en 2016 avec 8 010 habitants.
| 1793  | 1800  | 1806  | 1821  | 1831  | 1836  | 1841  | 1846  | 1851  |
| ----- | ----- | ----- | ----- | ----- | ----- | ----- | ----- | ----- |
| 1 200 | 1 175 | 1 184 | 1 231 | 1 281 | 1 437 | 1 451 | 1 556 | 1 667 |

| 1856  | 1861  | 1866  | 1872  | 1876  | 1881  | 1886  | 1891  | 1896  |
| ----- | ----- | ----- | ----- | ----- | ----- | ----- | ----- | ----- |
| 1 702 | 1 751 | 1 802 | 1 734 | 1 748 | 1 594 | 2 105 | 1 910 | 1 821 |

| 1901  | 1906  | 1911  | 1921  | 1926  | 1931  | 1936  | 1946  | 1954  |
| ----- | ----- | ----- | ----- | ----- | ----- | ----- | ----- | ----- |
| 1 917 | 2 206 | 2 188 | 1 982 | 1 996 | 2 008 | 2 053 | 1 968 | 2 161 |

| 1962  | 1968  | 1975  | 1982  | 1990  | 1999  | 2006  | 2011  | 2016  |
| ----- | ----- | ----- | ----- | ----- | ----- | ----- | ----- | ----- |
| 1 846 | 1 879 | 4 678 | 6 686 | 6 785 | 6 956 | 7 230 | 7 430 | 8 010 |

| 2021  | 2022  | - | - | - | - | - | - | - |
| ----- | ----- | - | - | - | - | - | - | - |
| 8 170 | 8 221 | - | - | - | - | - | - | - |

#### Pyramide des âges
La population de la commune est relativement jeune.
En 2018, le taux de personnes d'un âge inférieur à 30 ans s'élève à 33,6 %, soit au-dessus de la moyenne départementale (32,5 %). À l'inverse, le taux de personnes d'âge supérieur à 60 ans est de 27,3 % la même année, alors qu'il est de 29,8 % au niveau départemental.
En 2018, la commune comptait 3 821 hommes pour 4 166 femmes, soit un taux de 52,16 % de femmes, légèrement supérieur au taux départemental (51,41 %).
Les pyramides des âges de la commune et du département s'établissent comme suit.
| Hommes | Classe d’âge | Femmes |
| ------ | ------------ | ------ |
| 0,5    | 90 ou +      | 1,0    |
| 8,4    | 75-89 ans    | 11,5   |
| 15,5   | 60-74 ans    | 17,4   |
| 23,1   | 45-59 ans    | 22,0   |
| 17,3   | 30-44 ans    | 15,9   |
| 16,3   | 15-29 ans    | 14,6   |
| 19,0   | 0-14 ans     | 17,6   |

| Hommes | Classe d’âge | Femmes |
| ------ | ------------ | ------ |
| 0,7    | 90 ou +      | 2,2    |
| 7,8    | 75-89 ans    | 11,5   |
| 19,2   | 60-74 ans    | 20,1   |
| 20,8   | 45-59 ans    | 19,7   |
| 17,7   | 30-44 ans    | 16,6   |
| 17,1   | 15-29 ans    | 14,7   |
| 16,8   | 0-14 ans     | 15,2   |

## Jumelages
Ballyhaunis (Irlande)
 Baucina (Italie)

## Langue bretonne
À la rentrée 2017, 53 élèves étaient scolarisés dans la filière bilingue catholique (soit 6,4 % des enfants de la commune inscrits dans le primaire).

## Lieux et monuments

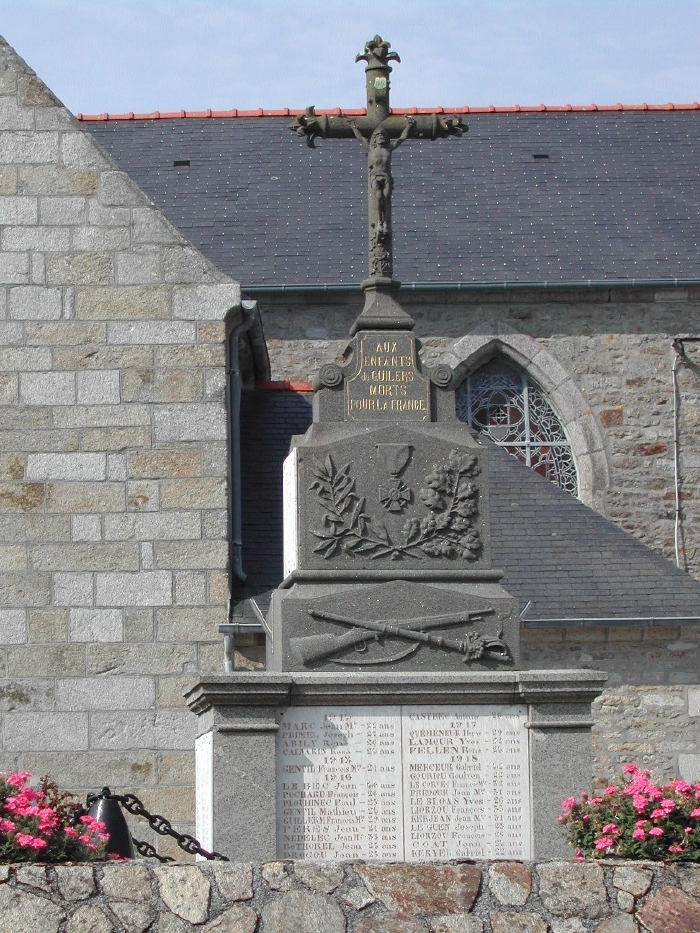
Monument aux morts de 1914-1918.

- Le bois de Keroual, magnifique parc de 48 hectares, composé de centaines d'essences locales et exotiques, lieu de promenade apprécié par les habitants de Brest et de sa communauté urbaine.
- Le manoir de Keroual, dans le bois du même nom : belle bâtisse de la Renaissance ancienne résidence de Louise de Keroual et restauré après la Seconde Guerre mondiale (il était alors en ruine) par Albert Cortellari, architecte qui fut l'un des grands acteurs de la reconstruction de Brest et père de l'artiste peintre Jacques Cortellari. Le lieu sert désormais de résidence de création et héberge le festival de musique électronique Astropolis.
- La ville possède un monument aux morts commémorant chaque année les disparus de la Première Guerre mondiale ainsi que l'anniversaire de la fin de la guerre d'Algérie[38].
- L'église Saint-Valentin de Guilers.

## Héraldique
| Blason de Guilers | Blason  | D'azur à la croix d'or chargée en coeur d'un lion morné de sable, cantonnée en chef de deux aigles et en pointe de six annelets, ordonnés 2 et 1 dans chaque canton, le tout d'argent. Ornements extérieursL'écu est timbré d'une couronne ducale, soutenu de deux lévriers de sable au collier d'argent, posé sur un listel d'or chargé de la devise en lettres de sable : « Persévérance et hardiesse ». Devise / Cri« persévérance et hardiesse ». |
| Blason de Guilers | Détails | Concepteur : Claude Fagnen, Directeur Départemental des Archives, puis nouvelle étude par Monsieur Schultz, peintre en lettres à Guilers. Approuvé par le conseil municipal le 22 octobre 1987. |